# Wassili Iwanowitsch Schuchajew

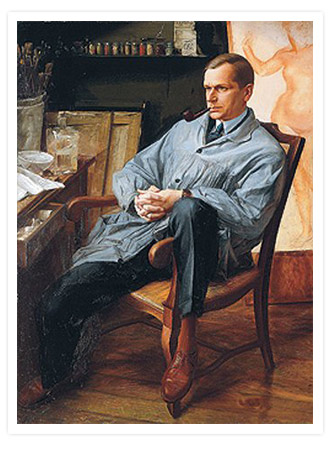
Wassili Schuchajew (Gemälde von Alexander Jakowlew, 1928)

Wassili Iwanowitsch Schuchajew (* 1887 in Moskau; † 1973 in Tiflis) war ein sowjetischer Maler.

## Leben
Schuchajew studierte Malerei in Moskau und Sankt Petersburg, bevor er zwei Jahre in Italien verbrachte. Danach lehrte er u. a. in Petersburg und Tiflis. 1920 emigrierte er nach Finnland und dann für 14 Jahre nach Frankreich. In den 1930er Jahren kehrte er in die UdSSR zurück. Während des Großen Terrors wurde er in die Kolyma-Region verbannt. Ab 1947 lebte er in Georgien.